# 다이오드-트랜지스터 논리

두 입력 DTL NAND 게이트의 간단한 회로도.

다이오드–트랜지스터 논리 (Diode–transistor logic, DTL)는 접합형 트랜지스터 (BJT), 다이오드와 저항기로 구성된 디지털 회로의 한 종류이다; 다이오드-트랜지스터 논리는 트랜지스터-트랜지스터 논리의 바로 이전 모델이다. 논리 게이트 기능 (예로 논리곱)은 다이오드 회로망으로 구현하고 증폭 기능은 트랜지스터로 구현하기 때문에 다이오드-트랜지스터 논리라고 불린다.

## 동작
그림에서 보여준 간단한 회로는 하나의 입력이 0볼트일지라도 베이스에 인가되는 전압은 0.7볼트일 것이다. 이것은 트랜지스터가 불안정하게 되거나 유효하지 않은 동작을 한다. 직렬로 연결된 두 개의 다이오드는 일발적으로 전압을 낮추는 데 사용되고 하나 혹은 두 개의 입력이 논리적으로 0일 때 베이스 전류가 많이 흐르는 것을 방지한다. 1959년에 발표된 IBM 1401은 다이오드-트랜지스터 논리 회로와 유사한 회로를 사용하지만, 베이스 전압 문제는 위쪽에 교차로 NPN를 추가하고 PNP 베이스 게이트는 다이오드를 추가하는 대신에 다른 전압원으로 작동시켜 해결하였다. IBM은 이를 논리 CTDL(logic "complemented transistor diode logic")로 호칭하였다.

## 동작속도 감소
초기의 RTL를 뛰어넘은 주요 장점은 팬인의 증가였다. 그러나, 전달 지연은 여전히 길었다. 트랜지스터가 모든 입력이 높아서 포화상태가 되면, 전하는 베이스 영역에 저장된다. (한 입력이 낮아서) 트랜지스터의 포화상태가 깨질때, 저장되었던 전하가 제거되는 전달 지연이 발생된다. 전달 지연을 빠르게 하는 방법은 트랜지스터의 베이스에 음의 전압을 저항과 연결하는 것이다. 이러한 방법은 베이스에서 소수 담체를 제거할 것이다.
위에서 언급한 문제는 DTL 회로의 다이오드를 다중-이미터 트랜지스터로 변경한 TTL에서 개선되었다. 또한, TTL은 집적회로 실장에서 게이트당 필요한 다이 면적을 크게 감소시켰다.

## 같이 보기
- 다이오드 논리 (DL)
- 저항-트랜지스터 논리 (RTL)
- 트랜지스터-트랜지스터 논리 (TTL)
- 이미터-결합 논리 (ECL)